# Mirza Džomba

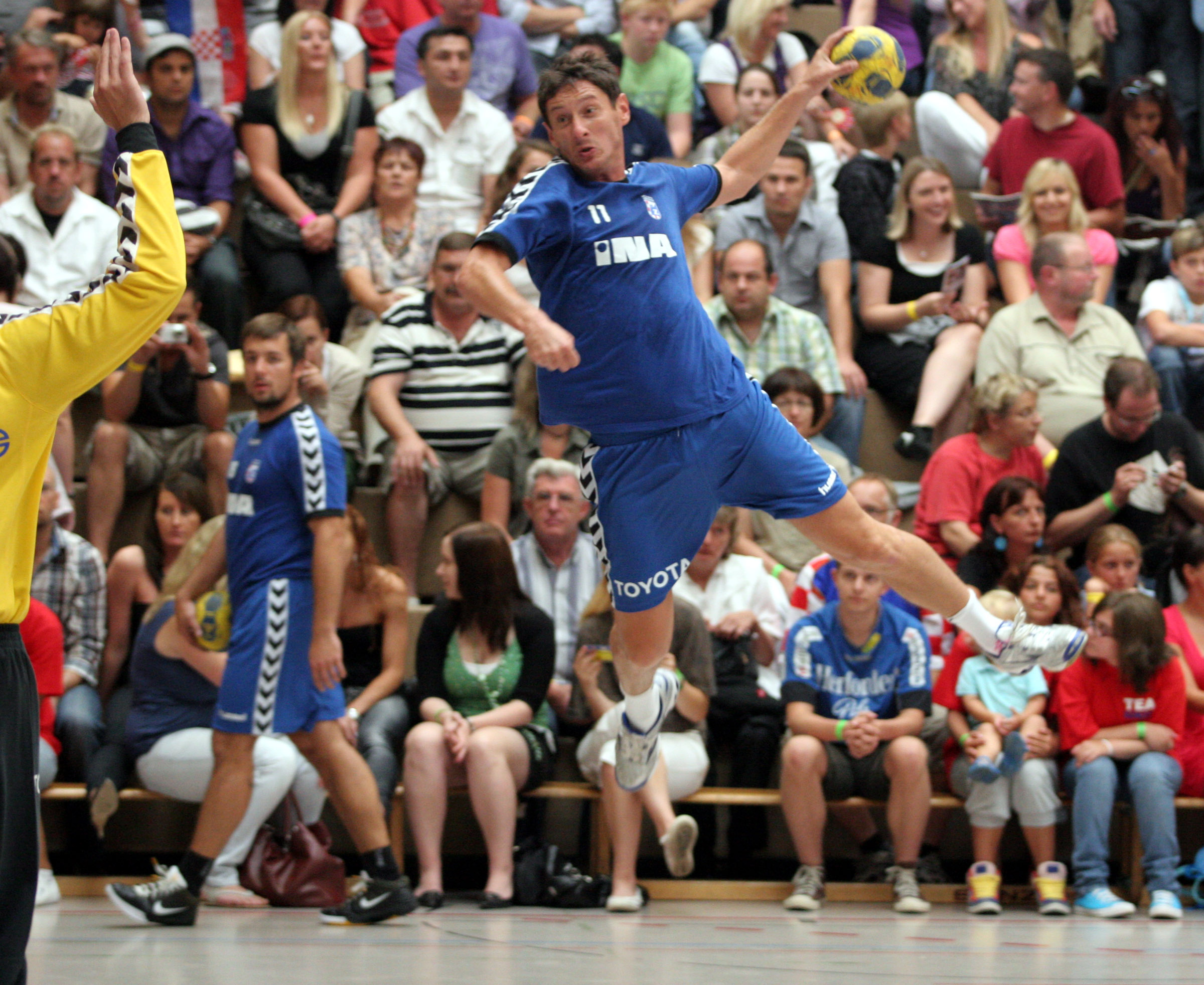
Mirza Džomba med RK Zagreb, 2009.

Mirza Džomba, född 28 februari 1977 i Rijeka i dåvarande SFR Jugoslavien, är en kroatisk före detta handbollsspelare (högersexa). Han anses som en av tidernas bästa på sin position. År 2013 utsågs han till den bästa högersexan i EHF Champions Leagues 20-åriga historia. Džombas styrkor var hans höga skotteffektivitet och sitt straffskytte. Han är Kroatiens herrlandslags bästa målskytt genom tiderna, med 719 mål på 185 landskamper.
Džomba spelade final i Champions League totalt sex gånger, med klubbarna Badel 1862 Zagreb (1997, 1998 och 1999), Fotex KC Veszprém (2002) och BM Ciudad Real (2005 och 2006) men vann titeln endast en gång, 2006 med Ciudad Real.
Vid EM 2004 i Slovenien blev han turneringens bästa målskytt med 46 mål på åtta matcher. Kroatien slutade på fjärde plats. Främsta landslagsmeriterna är VM-guld 2003, OS-guld 2004, VM-silver 2005 och EM-silver 2008.
Efter spelarkarriären har han varit verksam som handbollsexpert på den kroatiska tv-kanalen RTL Televizija, ofta tillsammans med den tidigare lagkamraten Goran Šprem.

## Meriter i urval

### Klubblag
- Champions League-mästare 2006 med BM Ciudad Real
- Kroatisk mästare åtta gånger (1997, 1998, 1999, 2000, 2001, 2008, 2009 och 2010) med Badel 1862 Zagreb/RK Croatia Osiguranje Zagreb
- Ungersk mästare tre gånger (2002, 2003 och 2004) med Fotex KC Veszprém
- Spansk mästare 2007 med BM Ciudad Real

### Landslag
- VM 1997 i Japan: 13:e
- Medelhavsspelen 1997 i Italien:  Guld
- EM 1998 i Italien: 8:a
- VM 1999 i Egypten: 10:a
- EM 2000 i Kroatien: 6:a
- VM 2001 i Frankrike: 9:a
- Medelhavsspelen 2001 i Tunisien:  Guld
- EM 2002 i Sverige: 16:e
- VM 2003 i Portugal:  Guld (all star-team, högersexa)
- EM 2004 i Slovenien: 4:a (all star-team, högersexa)
- OS 2004 i Aten:  Guld (all star-team, högersexa)
- VM 2005 i Tunisien:  Silver (all star-team, högersexa)
- EM 2006 i Schweiz: 4:a
- VM 2007 i Tyskland: 5:a
- EM 2008 i Norge:  Silver
- OS 2008 i Peking: 4:a